# 莱丰
莱丰（法語：Leffonds，法語發音：[lefɔ̃]）是法国上马恩省的一个市镇，属于肖蒙区。

## 地理
莱丰（47°58'24"N, 5°9'45"E）面积36.24 平方千米，位于法国大東部大區上马恩省，该省份为法国东北部内陆省份，北起马恩省和默兹省，西接奥布省，西南接科多尔省，东南接上索恩省，东临孚日省。
与莱丰接壤的市镇（或旧市镇、城区）包括：比尼耶尔、富兰、马拉克、马恩河畔马尔奈、里什堡、叙兹河畔维利耶。

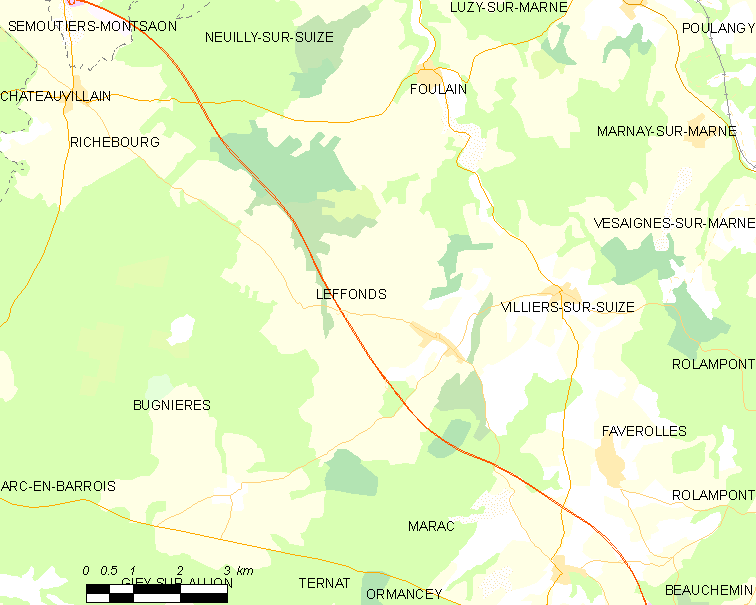
莱丰的OSM定位图

莱丰的时区为UTC+01:00、UTC+02:00（夏令时）。

## 行政
莱丰的邮政编码为52210，INSEE市镇编码为52282。

## 政治
莱丰所属的省级选区为沙托维兰县。

## 人口

1962-2008年间莱丰人口变化图示

莱丰于2022年1月1日时的人口数量为344人。